# Кислин
Кислин — село в Україні, у Буцькій селищній громаді Уманського району Черкаської області. Розташоване на обох берегах річки Гірський Тікич (притока Тікичу) за 25 км на північ від селища Маньківка. Населення становить 506 осіб.

## Історія
Село за своїм виникненням відоме з середини XVII століття. На той час землями цього краю володів польський пан Кислинський. Перші поселенці носили прізвища: Ковальські, Вовкотруби, Сіренки, Саковські. У 1753 році тут зведено Богословську церкву, дерев'яну, 7-го класу.
У 1768 році в селі нараховувалося 100 дворів, у яких мешкало близько 600 душ, а у 1783 — лише 53 двори, де проживало 389 чоловік і жінок.

У 1864 році Лаврентій Похилевич записав: 
|  | Кислин, село в 2-х верстах от местечка Буков, при реке Тикиче. Жителей обоего пола 702, земли — 2788 десятин. Принадлежит Зенону Севастиановичу Кондрацкому (латинского исповедания). Церковь Богословская, деревянная, 7-го класса; земли имеет 63 десятины; построена 1753 года. |

У 1869 році на території Кислина землевласником Зеноном Кондрацьким зведено цукровий завод «Кислинський»: на підприємстві працювало 280 робітників, з них — 20 жінок, 220 місцевих чоловіків, а 60 — із Київської та Полтавської губерній. Першим директором ґуральні був Олександр Васильович Реут. На заводі діяли: 
|  | слесарная мастерская, 4 кузницы и один хлебный магазин, где в 1900 году продавалось 322 чверти озимого и 161 чверть ярового хлеба. Мирской капитал достигал суммы 82 рубля. Пожарный обоз состоял из одного насоса, 2 бочек и 2 багров. |

У 1900 році в селі було 239 дворів, проживало 626 чоловіків та 653 жінки. Діяла церква та школа грамоти.
У 1905 році село Кислин відносилося до Русалівської волості Уманського повіту Київської губернії, у землекористуванні населення знаходилося 366 десятин; на той час у селі було 259 дворів. У 1913 році тут мешкало 1284 особи, діяла церковно-приходська школа,учителем якої був Герасименко Зиновій Карпович. Продажем та виробництвом товарів і послуг займалися 2 магазини «Бакалія», цукрово-пісочний завод (виробляв 472 тисячі пудів на рік). У селі діяв водяний млин, яким користувалися не лише місцеві жителі, а й мешканці довколишніх поселень. Того ж часу через Гірський Тікич було зведено дубовий міст із ажурними перилами: тут проходили свята Івана Купала, сільські гуляння. У 1933 році повінь знесла його, згодом на цьому місці зведено металобетонний, що слугує й нині.
У 1929 році створено Товариство спільного обробітку землі (ТСОЗ) імені Тараса Шевченка, що об'єднало десять індивідуальних землевласників, серед яких були: Семен Теофанович Неліковський, Микола Дмитрович Тимошенко, Мокій Григорович Буханистий, Василь Власович Віденко, Митрофан Лаврентійович Манзюк, Григорій Федорович Саковський.
У 1970-их роках у селі зведено школу на 360 учнів, Будинок культури на 400 місць, дитячий садок на 100 малюків, фельдшерсько-акушерський пункт, відділення зв'язку, продовольчий магазин, заасфальтовано центральну дорогу.
На території Кислина виявлено 9 курганів, серед них — 3 скіфські, що оберігаються законом. На цій території знайдено старовинне глиняне прясло. У місцевій школі довгий час зберігалися камінний молоток з просвердленим отвором і нерівнею поверхнею, а також оленячий ріг із частиною черепа. Знайдені ці речі в річці у 1954 році.

## Галерея

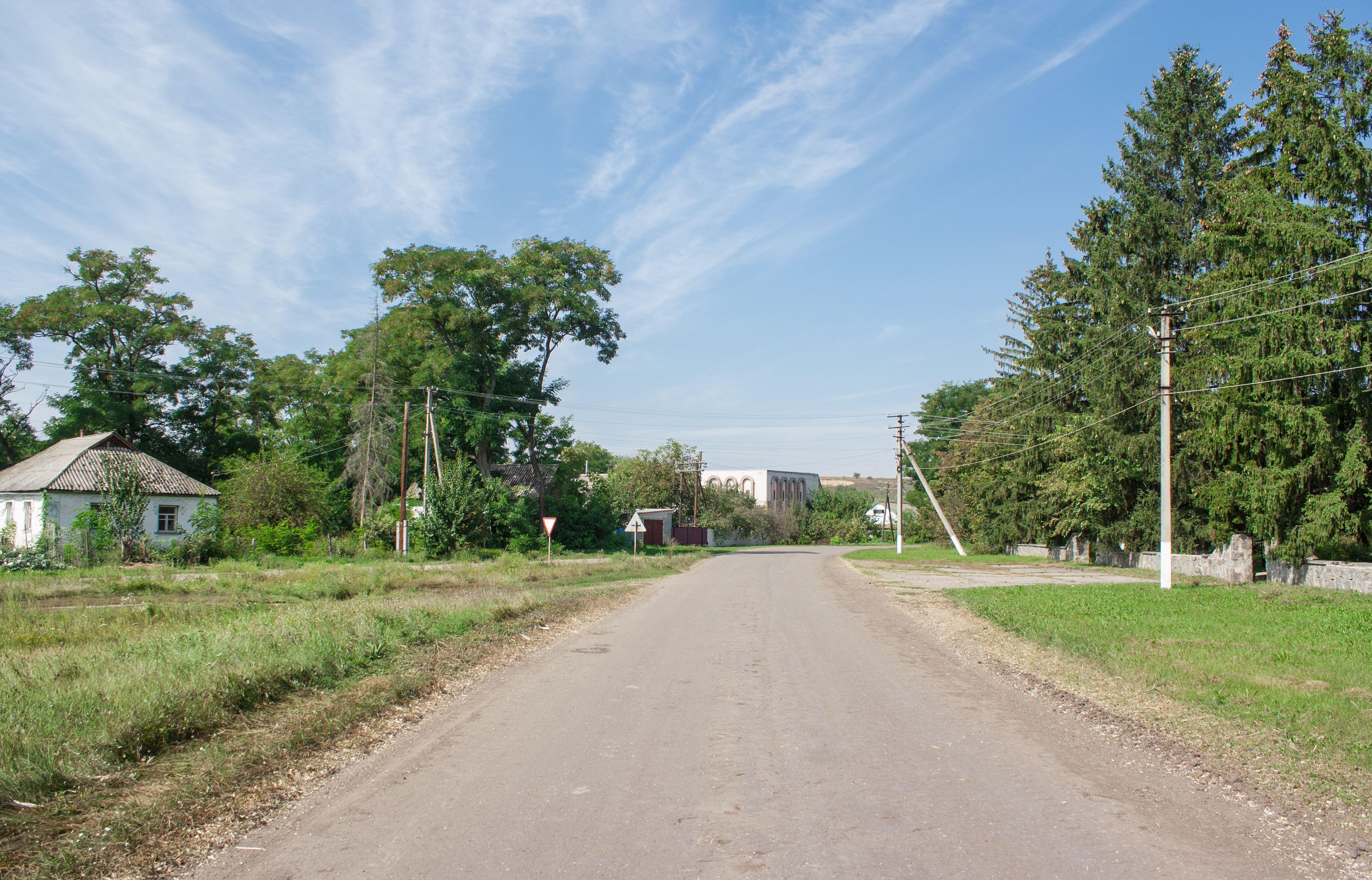
Вулиця Шевченка
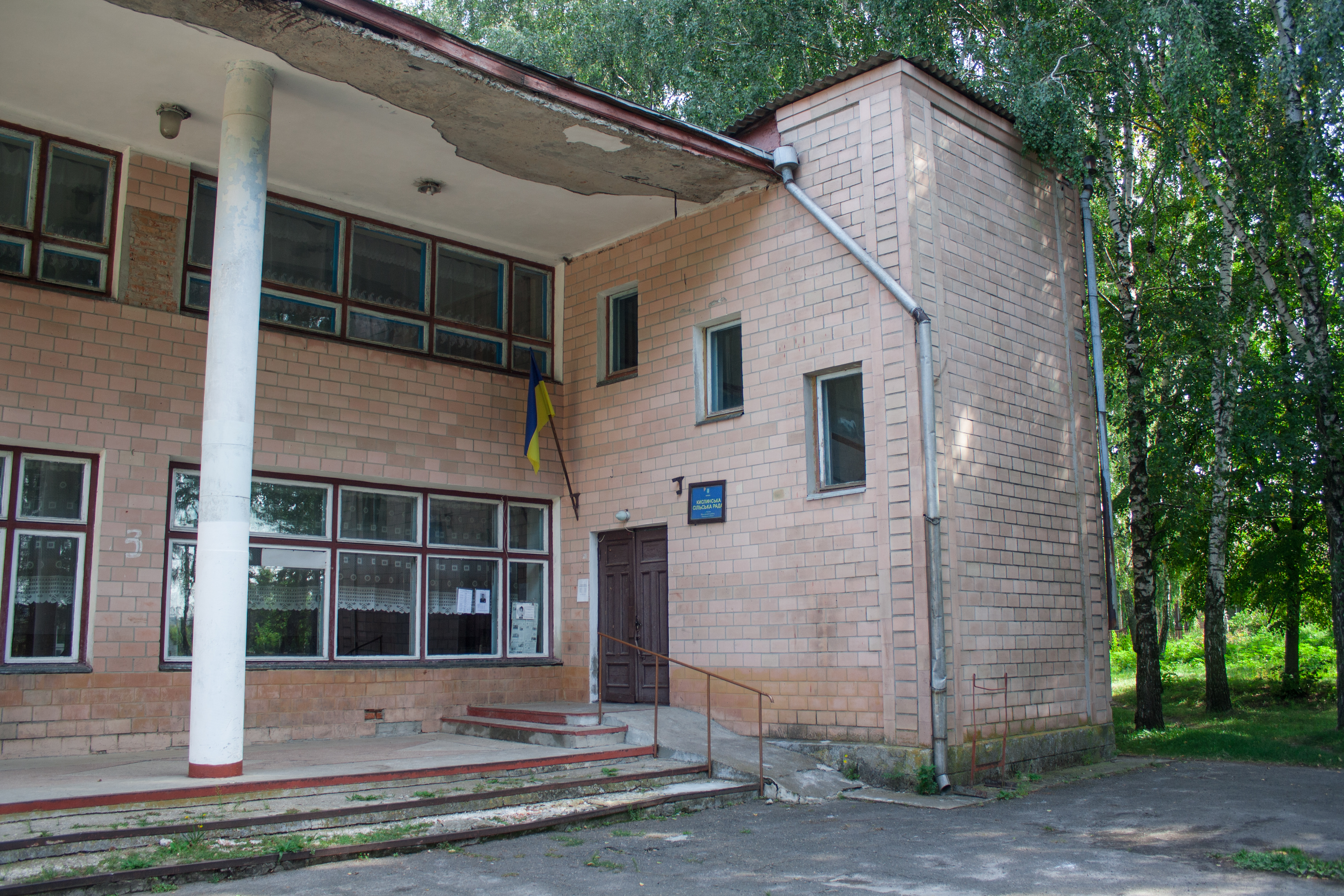
Сільська рада
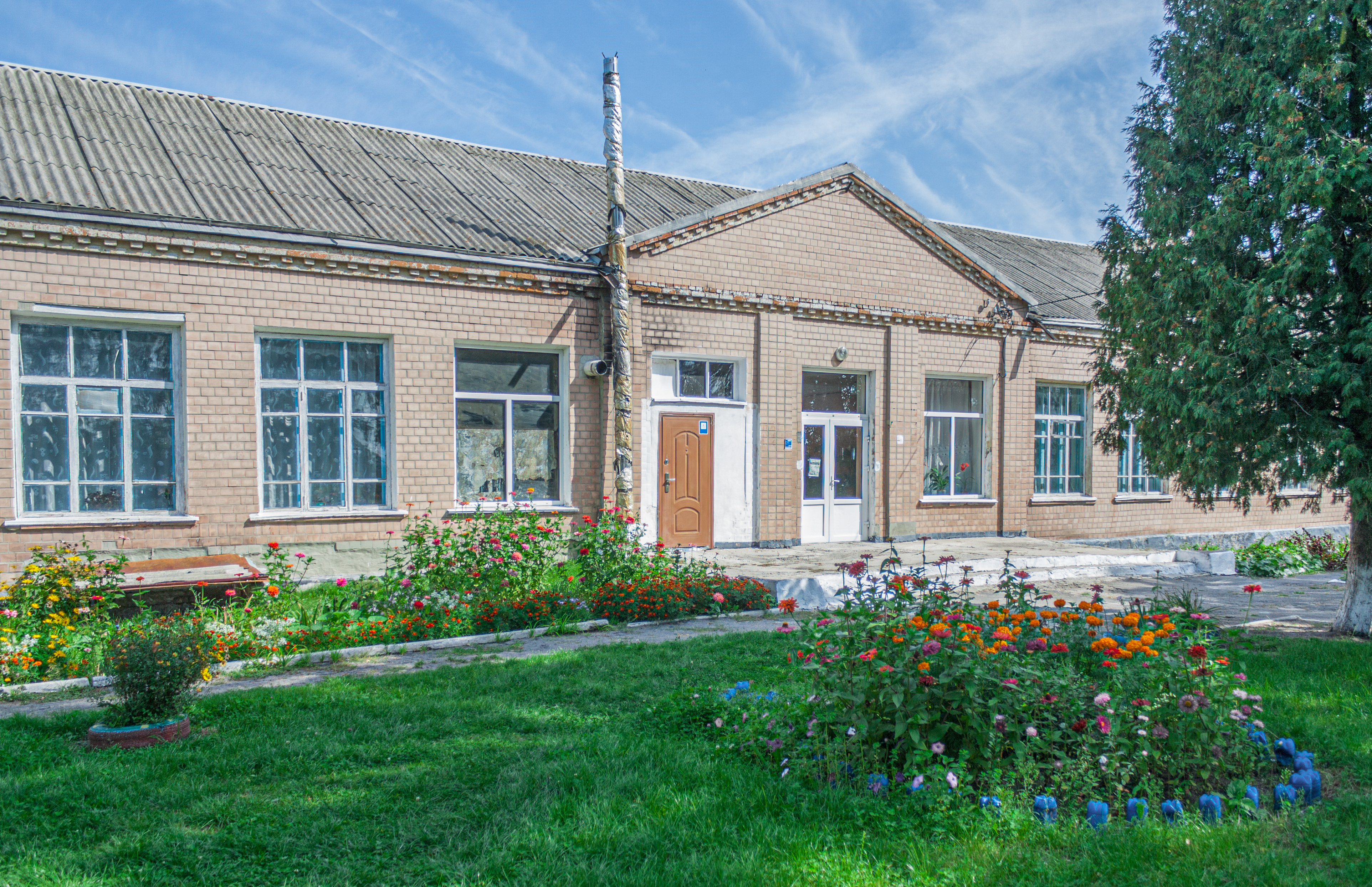
Школа
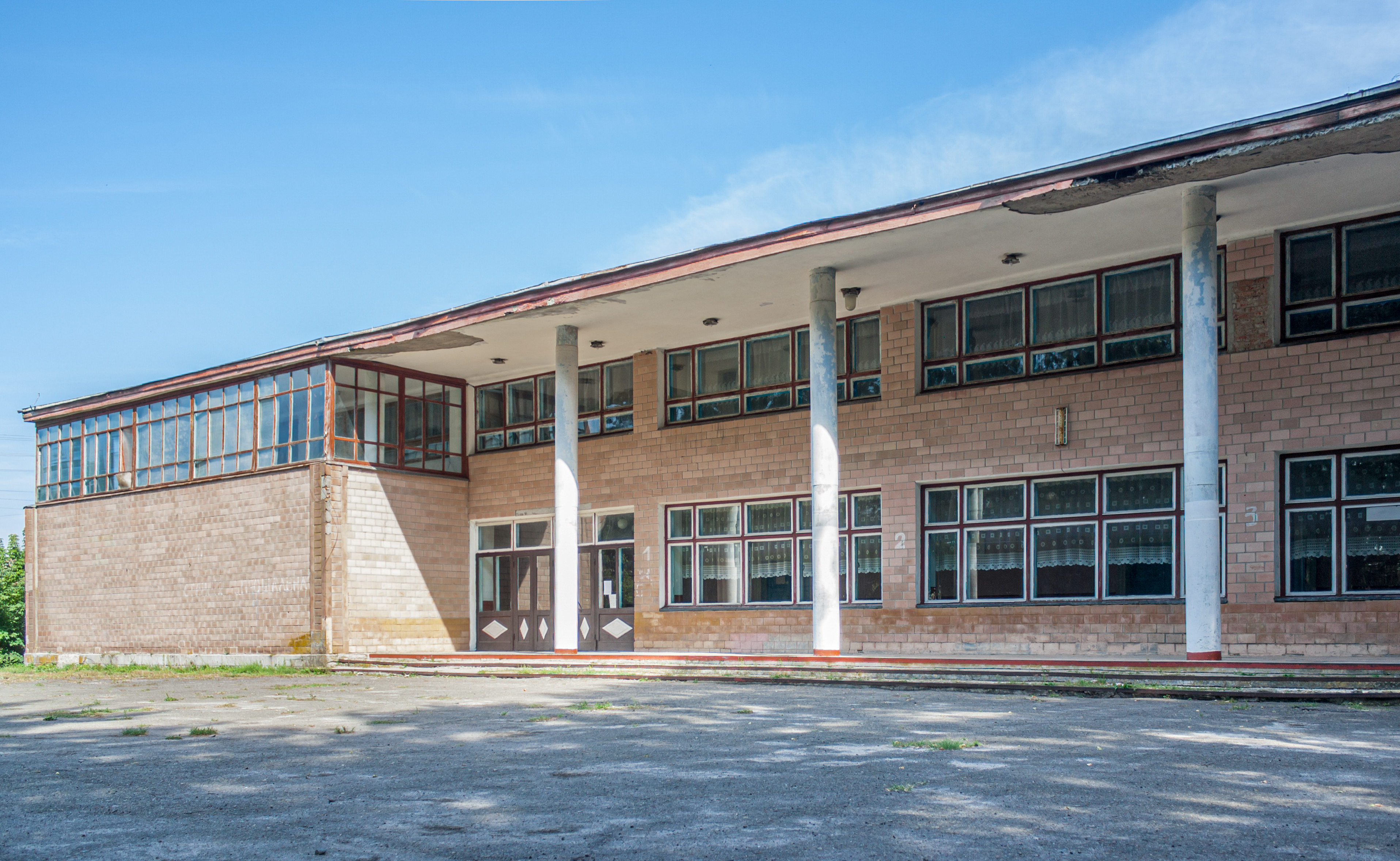
Будинок культури
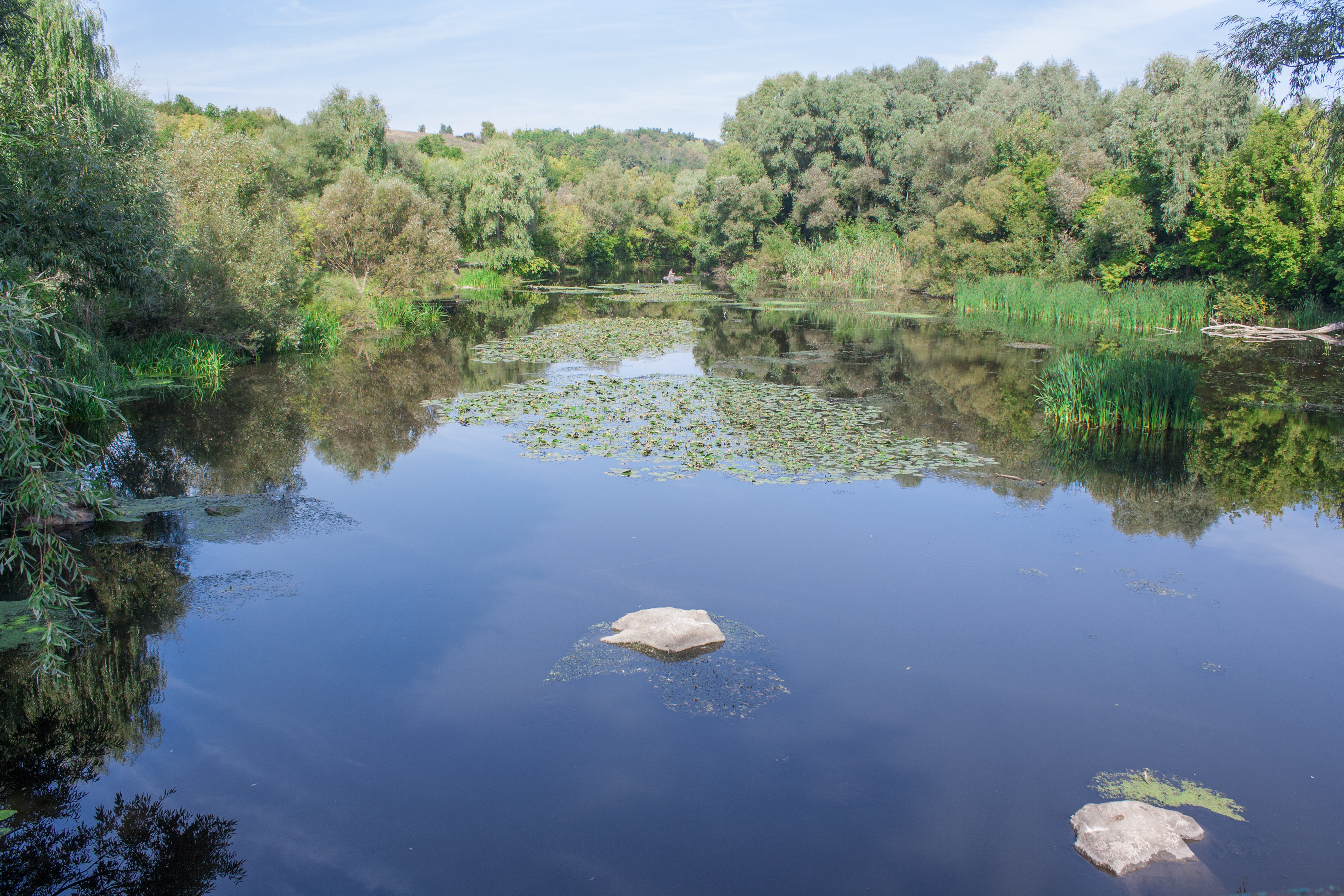
Річка Гірський Тікич
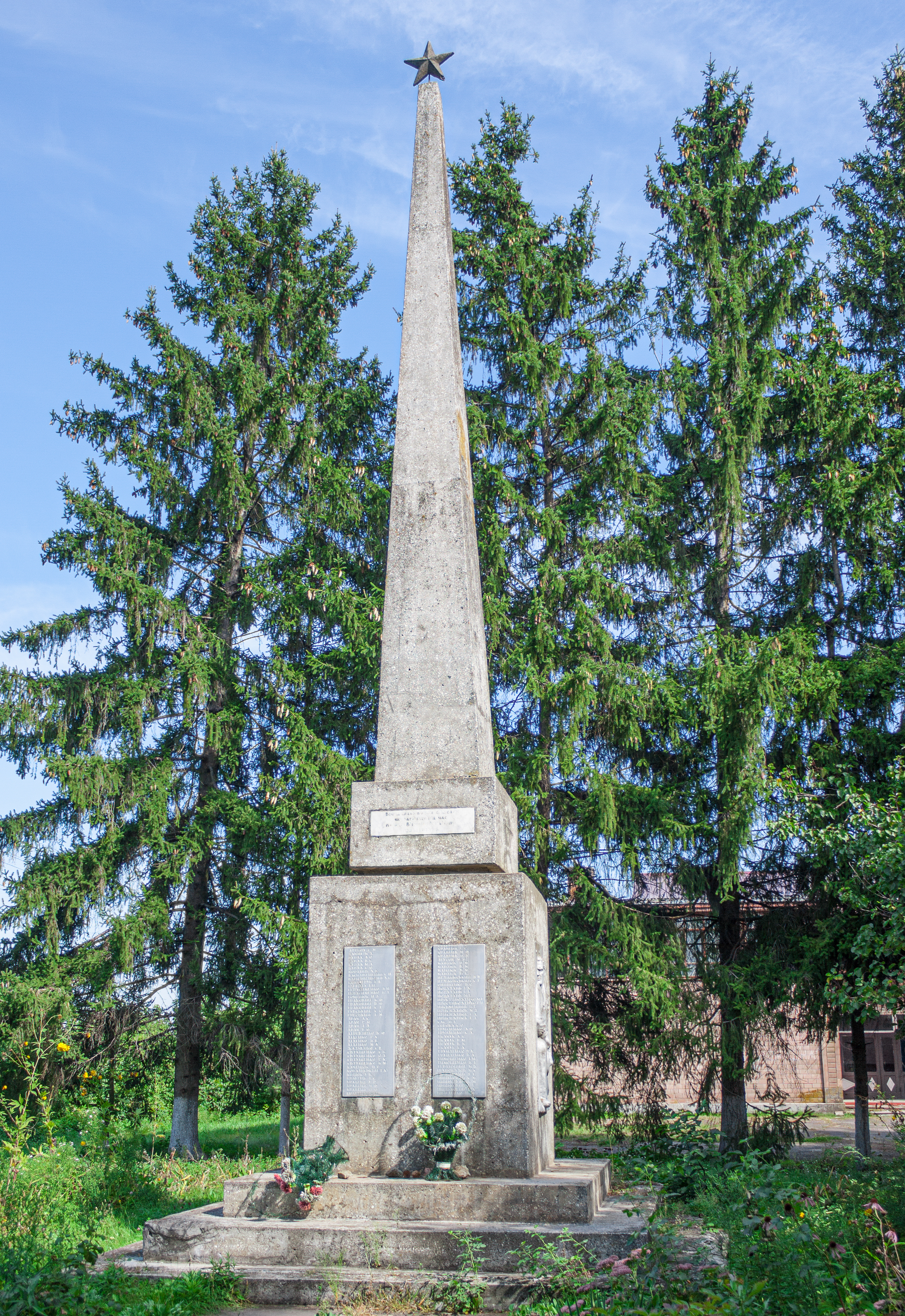
Пам'ятник воїнам-односельцям
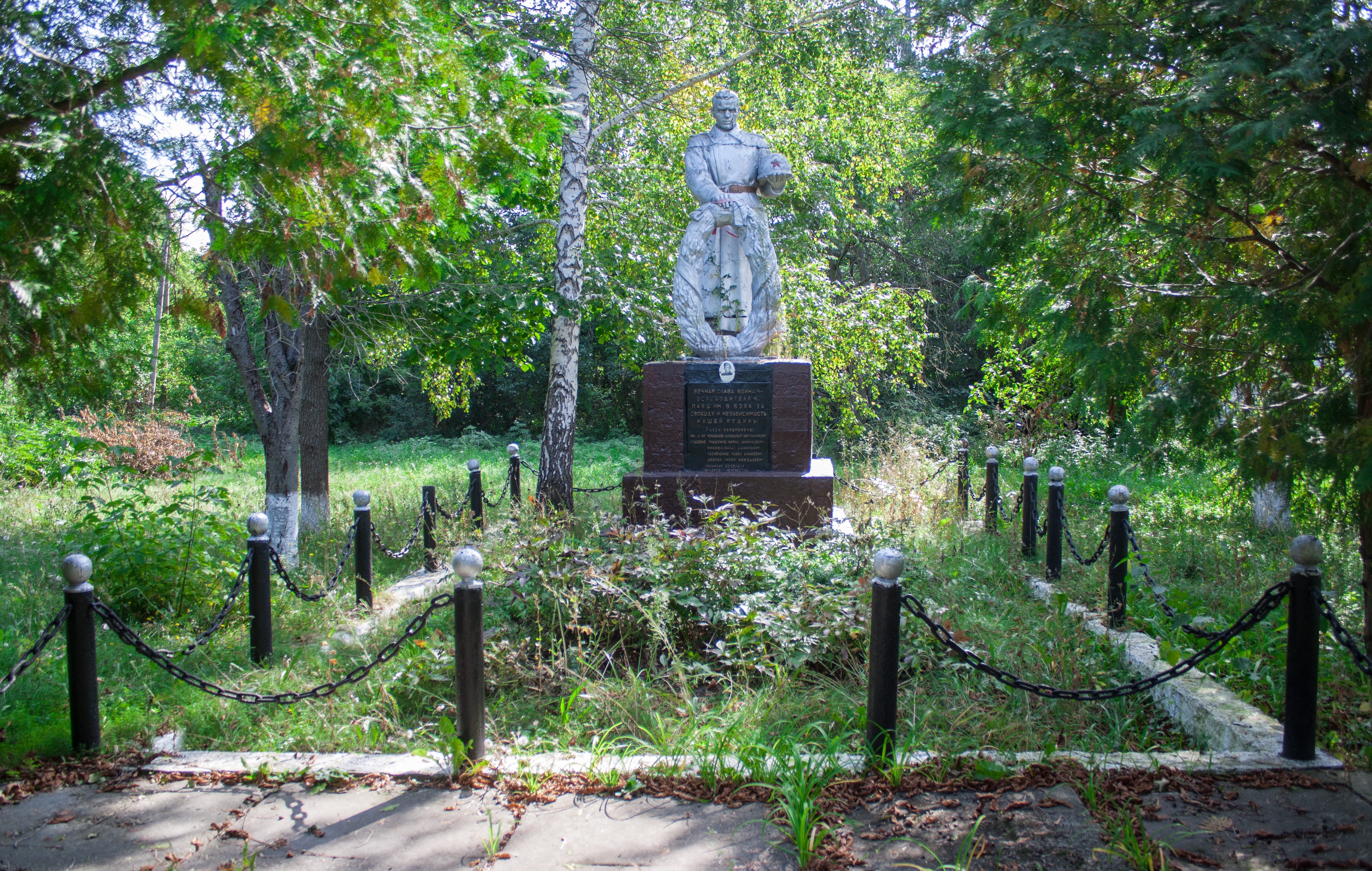
Братська могила радянських воїнів
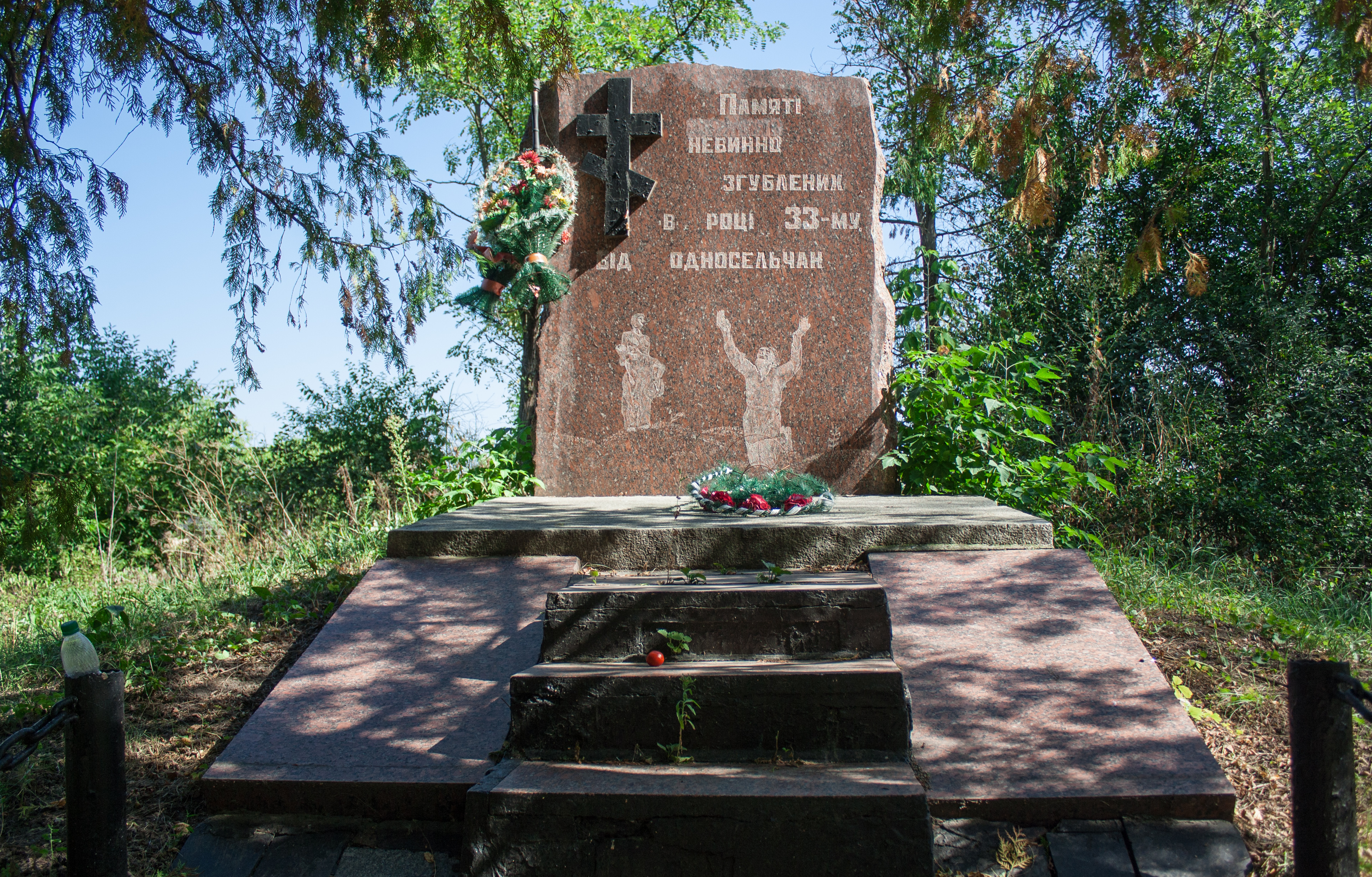
Пам’ятний знак жертвам Голодомору